# José Miguel Irarrázaval Alcalde
José Miguel Irarrázaval Alcalde (Illapel, 6 de agosto de 1801-Santiago, 23 de enero de 1848) fue un abogado y político chileno.

## Biografía
Hijo de Miguel Antonio Bravo de Saravia de Irarrázaval y Solar y de María del Carmen Alcalde Bascuñán. Fue sobrino materno de Juan Agustín Alcalde Bascuñán. Estudió en la Universidad de San Felipe, donde se recibió de bachillerato en filosofía, el 24 de enero de 1818 y de Leyes el 7 de marzo de 1820, graduándose de abogado en 1829.

## Matrimonio
Se casó con Trinidad Larraín Gandarillas, hija de Juan Francisco de Larraín y Rojas y María Mercedes de Gandarillas y Aránguiz, el 26 de noviembre de 1833.
Entre sus hijos se cuenta a Carlos, Elisa, José Miguel, Manuel José, varios de ellos dedicados a la política (en algunas biografías están indistintamente escrito su apellido Irarrázaval o Yrarrázaval).

## Actividades políticas
Integró las filas del Partido Conservador. Participó en la redacción de la Constitución Política de 1822, durante el régimen de Bernardo O’Higgins. Apoyó la Constitución moralista de Juan Egaña (1823), y votó por ella siendo Diputado por la villa de San Rafael de Rozas (Illapel). 

### Diputado
Diputado por Santiago en 1824 y por Illapel nuevamente en 1825. Perteneció a la Comisión permanente de Agricultura, Artes y Minas. En 1830 formó parte del Congreso Plenipotenciario que asumió el gobierno tras la victoria pelucona en la Guerra Civil.

### Senador
Elegido Senador por la provincia de Coquimbo (1831-1837). Participó de la redacción de la Constitución Política de 1833, siendo miembro de la Comisión de Constitución, Legislación y Justicia de la Cámara Alta.
En 1837 fue elegido Senador por Santiago (1837-1846). Integró la Comisión de Negocios Eclesiásticos. Fue secretario del Senado en 1839 y en 1840, miembro de la Comisión Fiscalizadora de Elecciones del Senado. Compatibilizó el cupo senatorial con el de Ministro del Interior y Relaciones Exteriores en 1841.
Opositor a una ley de rehabilitación de los militares desterrados tras la Guerra Civil, pues se les quería conceder una pensión, propuso el perdón y el retorno pero sin mediar indemnización.

## Otras actividades
Fue miembro de la Junta de Educación Superior y asesor privado del Intendente de Colchagua. Miembro de la Junta Directiva de Estudios del Instituto Nacional y Ministro suplente de la Corte Suprema de Justicia.
Miembro de la Facultad de Leyes de la Universidad de Chile, cooperó en la fundación de la Sociedad Nacional de Agricultura (SNA) y publicó estudios sobre la conservación de los bosques.